# Augustowo (Leszno)
Pour les articles homonymes, voir Augustowo.
Augustowo (prononciation : [auɡusˈtɔvɔ]) est un village polonais de la gmina de Rydzyna dans le powiat de Leszno de la voïvodie de Grande-Pologne dans le centre-ouest de la Pologne.
Il se situe à environ 5 kilomètres au sud de Rydzyna (siège de la gmina), à 13 kilomètres au sud-est de Leszno (siège du powiat) et à 74 kilomètres au sud de Poznań (capitale régionale).
Le village possédait une population de 70 habitants.

## Histoire
De 1975 à 1998, le village faisait partie du territoire de la voïvodie de Leszno.

Depuis 1999, Augustowo est situé dans la voïvodie de Grande-Pologne.